# Miroslav Matějka (politický vězeň)
Miroslav Matějka (12. února 1932, Morašice – 6. prosince 2020 Svitavy) byl zemědělský manažer, myslivec, kynolog a politický vězeň komunismu.

## Život

### Mládí a studia
Vyrůstal v Morašicích v zemědělské rodině, jejíž selské kořeny sahají až do první poloviny 17. století. Rodina byla katolického vyznání. Jako skaut a středoškolský student byl již v únorových dnech roku 1948 na straně odporu proti komunistické uzurpaci moci. V den zahájení maturitních zkoušek byl za údajnou protistátní činnost tzv. "vzdálen vyučování", což ve skutečnosti znamenalo vyloučení a nedokončení středoškolského vzdělání. To si doplnil až o více než 12 let později studiem při zaměstnání a maturitní zkouškou na střední zemědělské škole.

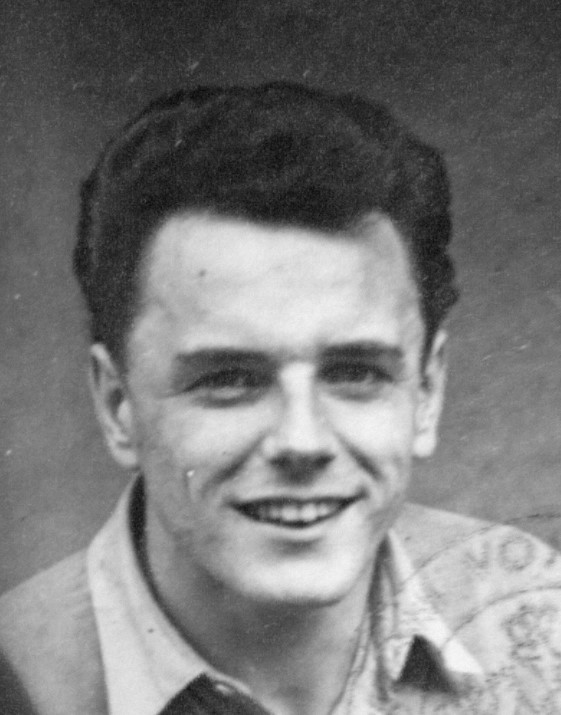
Miroslav Matějka v 50. letech 20. století

### Proces Stříteský a spol., vězení
16. 9. 1950 byl zatčen Stb a předán do soudní vazby v Chrudimi. V rámci monstrprocesu proti rektoru F. A. Stříteskému  byl 11. 10. 1950 odsouzen jako mladistvý ke třem letům odnětí svobody Státním soudem v litomyšlském Smetanově domě. Skupina Stříteský a spol. byla tehdejším tiskem označena za „teroristickou skupinu Ata ve službách Vatikánu“. Cílem monstrprocesu bylo rozvrácení skautské organizace s poukazem na to, že její členové plní údajné rozkazy z Vatikánu. V procesu bylo 24 lidí - studentů litomyšlských středních škol a vysokoškoláků odsouzeno za údajnou odbojovou činnost k celkem 220 letům vězení, konfiskaci majetku a odebrání občanských práv. Nejmladšímu obviněnému bylo teprve 16 let. Vedení gymnázia vyloučilo obviněné studenty ze všech vysokých škol a znemožnilo jim tak dokončit formální vzdělání.
Miroslav Matějka si měl odsedět 3 roky, ve vězení nakonec strávil celkem 20 měsíců. Internován byl nejprve v Chrudimi a poté v Ústavu pro mladistvé v Zámrsku.

### Profese
Po propuštění pracoval jako zemědělský dělník, brzy však byl s odkazem na studium na gymnáziu povolán do administrativy hospodářství státního statku. Protože však vynikal v práci se zvířaty, brzy obsadil uvolněné místo zootechnika. Za nezištné pomoci středoškolského profesora mu bylo umožněno studovat a odmaturovat na Střední zemědělské škole v Poděbradech. Od konce padesátých let byl vedoucím hospodářství státních statků. Po transformaci zemědělství na počátku 90. let byl až do svých 73 let předsedou zemědělského družstva. V roce 1990 byl členem komise pro odsun sovětských vojsk a vyklízení muničního skladu v Květné u Poličky. 

### Myslivost
V roce 2010 mu byl ČMMJ udělen Řád za celoživotní přínos k rozvoji tradiční české myslivosti, vysoce profesionální přístup k výchově mladé myslivecké generace a za celoživotní aktivní práci v oblasti lovecké kynologie.

### Hudba
Od dětství hrál na housle a v době středoškolských studií se naučil hrát na pozoun. To se mu vyplatilo při výkonu trestu, neboť byl vedoucím sekce pozounů v ústavním orchestru v Zámrsku, což mu velice ulehčilo pobyt ve vězení. Orchestr vedl a dirigoval významný český violoncellista a hudební pedagog František Smetana, odsouzený za údajnou protistátní činnost.